# Flexió de nombre en català
La flexió de nombre és un procediment morfològic per formar noves paraules a partir d'un lexema al qual s'afegeixen morfemes flexius.

## Norma general
La norma general que serveix per al substantiu i per a l'adjectiu per a la formació del plural es forma afegint -s al singular. Per exemple, mare / mares, fill / fills, rei / reis, llarg / llargs, vell /vells, amable / amables.

## Normes específiques
Tanmateix hi ha un seguit de normes específiques.

### Els mots acabats en -a àtona
Els mots acabats en -a àtona la canvien per -e i hi afegeixen -s. Per exemple, casa / cases, tia / ties, problema / problemes, vella / velles, pobra / pobres. Aquest canvi pot provocar alteracions ortogràfiques en les grafies precedents: 
- -ca /-ques: vaca / vaques;
- -ga /-gues: groga / grogues
- -ça /ces: raça / races
- -ja /-ges: roja / roges
- -gua /-gües: llengua /llengües
- -qua /-qües: obliqua /obliqües

### Els mots acabats en vocal tònica
Els mots acabats en vocal tònica afegeixen –ns (recordem que aquesta n també apareix en els femenins corresponents: lleona, sana…). Per exemple, pi / pins, lleó / lleons, capità / capitans, comú / comuns, marró / marrons, sa / sans, bo / bons.

### Alguns mots acabats en –e àtona
Alguns mots acabats en –e àtona fan el plural en –ns en diversos parlars (la n apareix també en els derivats). Per exemple, ase / àsens, home / hòmens, jove/ jóvens, orfe / òrfens...]
Són excepcions a aquesta regla (afegeixen només -s): 
- Els noms de les lletres: les as, les bes...
- Els noms de les notes musicals: els dos, els mis...
- Les partícules gramaticals usades com a noms: els sinós, els peròs...
- Uns quants noms: bisturís, cafès, calés, clixés, consomés, comitès, esquís, hindús, mamàs, menús, mercès, patés, purés, rajàs, sofàs, tabús, tarannàs, tes, vostès, xampús, ximpanzés...

### Els mots masculins aguts acabats en -s, -ç, -x, -ix, -tx
Els mots masculins aguts acabats en -s, -ç, -x, -ix, -tx fan el plural en -os. Per exemple,
gas / gasos, pagès / pagesos, comerç / comerços, dolç / dolços, influx / influxos, fix / fixos, peix / peixos, fluix / fluixos, cartutx / cartutxos, gavatx / gavatxos. En qualsevol cas, sovint els mots acabats en -s la doblen (perquè ha de ser s sorda i no s sonora) davant la terminació -os: accés / accessos, arròs/ arrossos, fracàs /fracassos, nas/ nassos, pastís / pastissos, ros /rossos, tros / trossos...

### Els adjectius acabats en -aç, -iç, -oç
Els adjectius acabats en -aç, -iç, -oç, tot i que són invariables en singular, presenten doble forma, de masculí i de femení, en el plural: capaç: capaços / capaces, feliç: feliços /felices, atroç: atroços / atroces (hi ha el canvi de ç per c).

### Els invariables
Hi ha una sèrie de substantius que són invariables, és a dir, tenen una única forma per al singular i per al plural: 
- Els dies de la setmana (excepte dissabte i diumenge): el / els dilluns, el / els dimecres...
- Els mots no aguts acabats en -s: el / els bíceps, la / les càries, herpes, acròpolis, bilis, brindis, croquis, cutis, diabetis, llapis, anus, cactus, focus, globus, tipus, virus...
- Alguns noms aguts acabats en -s: el / els fons, la / les ics, plebs, pols, temps, urbs...
- Alguns compostos: el / els comptagotes, obrellaunes, paracaigudes, portamonedes, salvavides, torcaboques, trencaclosques...
- Alguns noms que s'usen sempre en plural: les alicates, les noces, les pessigolles, les postres, les setrilleres, els afores, els escacs, els sostenidors...